# Susanna Pedotti
Susanna Pedotti, född 13 september 2004 i Milano, är en italiensk konstsimmare.

## Karriär
Vid junior-EM 2022 i Alicante tog Pedotti silver i det fria soloprogrammet och brons i det tekniska soloprogrammet samt brons i det fria parprogrammet tillsammans med Alessia Macchi. Hon var även en del av Italiens lag som tog silver i det fria lagprogrammet, fri kombination och highlight samt brons i det tekniska lagprogrammet. Vid junior-VM 2022 i Québec tog Pedotti silver i det tekniska soloprogrammet och brons i det fria soloprogrammet samt brons i det fria parprogrammet tillsammans med Alessia Macchi. Hon var en del av Italiens lag som tog silver i highlight samt brons i det fria lagprogrammet, det tekniska lagprogrammet och fri kombination.
Vid junior-EM 2023 i Funchal tog Pedotti guld i det tekniska parprogrammet och silver i det fria parprogrammet tillsammans med Alessia Macchi. Hon var även en del av Italiens lag som tog guld i det fria lagprogrammet samt silver i det tekniska och akrobatiska lagprogrammet. Vid konstsim-EM 2025 i Funchal var Pedotti en del av Italiens lag som tog guld i det akrobatiska lagprogrammet och silver i det fria lagprogrammet.